# Ielîzavethradka
Ielîzavethradka (în ucraineană Єлизаветградка) este o așezare de tip urban din raionul Oleksandrivka, regiunea Kirovohrad, Ucraina. În afara localității principale, mai cuprinde și satul Plișkî.

## Demografie
Componența lingvistică a așezării de tip urban Ielîzavethradka
     Ucraineană (96,34%)
     Rusă (2,86%)
     Alte limbi (0,4%)
Conform recensământului din 2001, majoritatea populației așezării de tip urban Ielîzavethradka era vorbitoare de ucraineană (96,34%), existând în minoritate și vorbitori de rusă (2,86%).